# Навкрарія
Навкрарія (грец. ναυκραρία) — територіальний підрозділ Аттики, що створювався виключно для військових цілей.
Імовірно, навкрарії вони існували ще до Солона. Було їх 48, а після реформи Клісфена — 50. Кожна навкрарія повинна була споряджати по 1 військовому кораблю з екіпажем та у разі потреби надавати по 2 вершники. На чолі кожної навкрарії стояв навкрар, який обирався. Він мав піклуватися про спорядження корабля, командувати кораблем, підкоряючись полемарху, і відав ще деякими суто державним справами, наприклад, розподілом та збором податків і видатки з навкрарской скарбниці.
Існували навкрарії до 5 ст. до н.е., коли флот почав утримуватись на кошти держави і багатих громадян.